# Уорнос, Эйлин
Э́йлин Кэ́рол Уо́рнос (англ. Aileen Carol Wuornos; 29 февраля 1956 — 9 октября 2002) — американская серийная убийца. В 1989—1990 годах, занимаясь уличной проституцией на трассах в штате Флорида, убила и ограбила семерых мужчин. Уорнос утверждала, что они либо изнасиловали, либо пытались изнасиловать её, и списывала свои действия на самооборону.
Была приговорена к смертной казни. Казнена 9 октября 2002 года путём смертельной инъекции.

## Биография
Эйлин Кэрол Питтман родилась 29 февраля 1956 года в городе Рочестере, штат Мичиган, США. Её матери, американке финского происхождения Диане Кэтлин Уорнос (род. 12 августа 1939 года), было 14 лет, когда она 3 июня 1954 года вышла замуж за отца Эйлин — Лео Дэйла Питтмана (26 марта 1936 — 30 января 1969). 14 марта 1955 года родился старший брат Эйлин — Кит (умер 17 июля 1976 года). Спустя приблизительно два года после женитьбы и за два месяца до рождения Эйлин Диана подала на развод. 
Эйлин никогда не встречала своего отца. В 1967 году Лео Питтман был приговорён к пожизненному заключению за похищение и изнасилование семилетней девочки. У Питтмана была диагностирована шизофрения; 30 января 1969 года он повесился в камере. В январе 1960 года, когда Эйлин было почти 4 года, мать оставила её с братом на воспитание своим родителям Лори (28 января 1911 — март 1976) и Бритте (1 февраля 1917 — 7 июля 1971) Уорнос. 18 марта 1960 года Лори и Бритта узаконили опеку над внуками.
С одиннадцати лет Уорнос начала заниматься сексом в школе в обмен на сигареты, наркотики и еду. Она также вступала в сексуальную связь с родным братом. Уорнос утверждала, что её дед-алкоголик насиловал и избивал её, заставлял её раздеваться перед ним. В 1970 году, в возрасте 14 лет она забеременела, после того, как её изнасиловал друг семьи. Уорнос родила ребёнка в приюте 23 марта 1971 года, позднее мальчик был передан на усыновление. Через несколько месяцев после рождения ребёнка она бросила школу. К этому времени её бабушка скончалась по причине отказа печени. Когда Эйлин было 15 лет, её дед выгнал её из дома, и она начала заниматься проституцией, чтобы добывать средства к существованию. Она проживала в лесу поблизости от своего старого дома.
27 мая 1974 года в возрасте 18 лет Уорнос была арестована в округе Джефферсон, штат Колорадо за вождение в нетрезвом состоянии, антиобщественное поведение и стрельбу из пистолета 22 калибра из движущегося автомобиля. Позднее она была обвинена в неявке в суд.
В 1976 году Уорнос приехала автостопом во Флориду, где познакомилась с 69-летним председателем яхт-клуба Льюисом Грацем Феллом. В тот же год они поженились, объявление об их свадьбе было дано в местной газете. Уорнос постоянно вступала в конфликты в местном баре и в итоге отправилась в заключение за нападение. Она также избивала Фелла его же собственной тростью, что побудило его добиться запретительного приказа против неё. Уорнос вернулась в Мичиган, где 14 июля 1976 года была арестована в округе Антрим и обвинена в нападении, нарушении общественного порядка за то, что запустила бильярдный шар в голову бармена. 17 июля её брат Кит умер от рака пищевода, и Уорнос получила компенсацию в размере 10 тысяч $ по его страховке. Уорнос и Фелл расторгли свой брак 21 июля, их брак продолжался всего девять недель. На бракоразводном процессе бывший муж утверждал, что Уорнос тратила его деньги и избивала его. В августе 1976 года Уорнос пришлось заплатить штраф в 105 $ за вождение в нетрезвом состоянии. Деньги, полученные в предыдущем месяце в наследство от покойного брата Кита, она потратила на уплату штрафа, а остаток — на покупку предметов роскоши, в частности — на новую машину, которую она вскоре разбила.
В 1978 году, в возрасте 22 лет, она совершила попытку самоубийства, выстрелив себе в живот.
20 мая 1981 года Уорнос была арестована в городе Эджуотере (округ Волуша, штат Флорида) за вооружённое ограбление магазина. Её добыча составила 35 долларов и две пачки сигарет. 4 мая 1982 года она была приговорена к тюремному заключению и освобождена 30 июня 1983. 1 мая 1984 года Уорнос была арестована за мошенничество с поддельными чеками в банке города Ки-Уэста, штат Флорида. 30 ноября 1985 она стала подозреваемой в краже револьвера и патронов в округе Паско, штат Флорида. Её задержали по подозрению в краже оружия, но в полиции она назвалась именем своей тёти из Мичигана — Лори Гродай, и её отпустили.
4 января 1986 года Уорнос была арестована в Майами и обвинена в угоне машины, сопротивлении аресту и препятствовании правосудию за то, что она представлялась именем своей тёти. Офицеры полиции Майами нашли в украденной машине револьвер 38-го калибра и коробку с патронами. 2 июня 1986 года помощники шерифа округа Волуша задержали её для допроса, после того как попутчик обвинил её в том, что она вытащила оружие в его машине и потребовала от него 200 долларов. Полицейские нашли запасные боеприпасы и пистолет 22-го калибра под пассажирским сиденьем, на котором она сидела.
Потом задерживалась по подозрению в подделке чека, назвалась новым именем — Сьюзен Блаховек, и снова была отпущена.
Примерно в 1986 году Уорнос познакомилась с горничной Тирией Мур в гей-баре города Дейтона-Бич штата Флорида. Они стали путешествовать вместе, живя на деньги, которые Уорнос добывала проституцией. 4 июля 1987 года полиция Дейтоны-Бич задержала Уорнос и Мур в баре для допроса по поводу инцидента (нападении и нанесении побоев бутылкой пива), в котором они обе обвинялись. 12 марта 1988 года Уорнос обвинила водителя автобуса в Дейтоне-Бич в нападении. Она заявила, что он вытолкал её из автобуса после спора. Мур была свидетелем инцидента. Перед казнью Уорнос заявляла, что всё ещё любит Мур.

### Преступления
1. 30 ноября 1989 года Эйлин «снял» возле автотрассы 51-летний Ричард Мэллори, владелец магазина электроники в г. Клируотере, штат Флорида. Два дня спустя помощник шерифа округа Волуша нашёл брошенную машину Мэллори («Кадиллак») в районе пляжа Ормонд. 13 декабря, в лесу, в нескольких милях от машины, было обнаружено тело Мэллори с несколькими пулевыми ранениями. Причиной смерти стали две пули в левом лёгком. За это убийство Уорнос и была первоначально осуждена[5].
2. 43-летний Дэвид Спирс, строительный рабочий из города Уинтер-Гардена, штат Флорида. 1 июня 1990 его обнажённое тело было найдено у шоссе № 19 в округе Ситрус, штат Флорида. В него выстрелили шесть раз[5].
3. Внештатный работник родео Чарльз Карскадон, 40 лет. 6 июня 1990 года его тело было найдено в округе Паско, штат Флорида. В него выстрелили девять раз из малокалиберного оружия[5].
4. Питер Симс, 65-летний моряк торгового флота в отставке, посвятивший себя пропаганде христианства. В июне 1990 года он выехал из г. Джупитера, округ Палм-Бич, штат Флорида в штат Арканзас к родственникам. 4 июля 1990 года его машина (серый «Понтиак») была обнаружена в общине Оранж-Спрингс, штат Флорида. Мур и Уорнос были замечены выходившими из его машины. На рукоятке внутренней двери были найдены отпечатки пальцев Мур. Тело Симса так и не было найдено[5]. 4 июля 1990 года во Флориде недалеко от Оранж Спрингc местная жительница Рхонда Бэйли увидела, как с трассы сошёл серый «Понтиак» и врезался в придорожный куст, после чего из машины выбрались две женщины — блондинка и рыжая. От предложенной помощи (у блондинки плечо было разодрано до крови) женщины категорически отказались и отправились вдоль дороги прочь от машины в сторону города.
5. Трой Баресс (Troy Burress), 50-летний водитель, развозивший в фургоне колбасу из г. Окала, штат Флорида. 31 июля 1990 года было объявлено об его исчезновении. 4 августа 1990 года его тело было найдено в лесу вдоль государственной трассы № 19 в округе Мэрион, штат Флорида. В него выстрелили дважды[5]. Его труп с двумя огнестрельными ранениями через 5 дней обнаружила семья, пришедшая в национальный парк Окала на пикник.
6. Чарльз «Дик» Хамфрис, 56-летний отставной майор армии США, бывший следователь штата по преступлениям против детей и бывший шеф полиции. 12 сентября 1990 года его тело было найдено в округе Марион. Он был полностью одет. В него выстрелили шесть раз: в голову и в тело. Его машина была обнаружена в округе Сувонни, штат Флорида[5].
7. Уолтер Джено Антонио, 62 года, владелец грузовика, охранник, полицейский резервист. 19 ноября 1990 года его обнажённый труп был найден на отдалённой лесозаготовительной полосе в округе Дикси, штат Флорида. В него выстрелили четыре раза. Спустя пять дней его машина была найдена в округе Бревард, штат Флорида[5].

Все жертвы были одинокими (без пассажиров) автоводителями мужского пола и среднего возраста (последняя жертва — даже преклонного), которые соглашались подвезти Эйлин. Машины жертв оставались в лесу. Орудие убийства — пистолет 22 калибра, из которого делалось не менее двух выстрелов в жертву. В некоторых случаях убийца пыталась скрыть улики.

## Арест и суд
4 июля 1990 года Уорнос и Мур пришлось бросить машину Питера Симса после того, как они попали в ДТП. Свидетели передали в полицию имена и описания женщин, которые сидели в машине погибшего. В СМИ была запущена кампания, которая помогла найти преступниц. Полиция также нашла в ломбардах некоторые вещи, принадлежавшие жертвам. В машинах жертв были сняты отпечатки. Поскольку Уорнос уже привлекалась к уголовной ответственности во Флориде, её отпечатки были в деле.

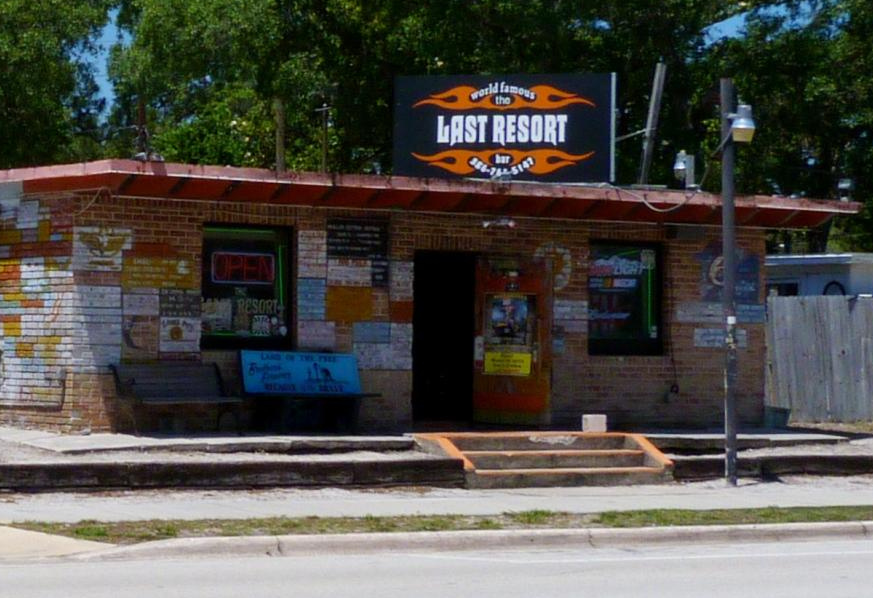
Бар «The Last Resort» в округе Волуша, где Уорнос была арестована.

9 января 1991 года Уорнос была арестована согласно ордеру в баре для мотоциклистов The Last Resort в округе Волуша. На следующий день полиция нашла бывшую любовницу Уорнос Тирию Мур в городе Питтстоне, штат Пенсильвания. Она согласилась добиться признания от Уорнос в обмен на освобождение от преследования. Мур вернулась с полицией во Флориду, где её поместили в мотель. Под руководством полицейских она много раз звонила по телефону Уорнос, умоляя её о помощи, чтобы обелить своё имя. Спустя три дня 16 января 1991 года Уорнос призналась в убийствах. Она заявила, что мужчины пытались изнасиловать её, и она убила их при самозащите.
Год спустя 14 января 1992 года Уорнос предстала перед судом за убийство Ричарда Мэллори. Хотя, как правило, в уголовных процессах предыдущие обвинительные приговоры не приемлемы обвинению согласно правилу Уильямса, принятому в штате Флорида, было позволено представить доказательства, имевшие отношения к другим её преступлениям, чтобы показать почерк её преступной деятельности. 27 января 1992 года Уорнос при помощи показаний Мур была осуждена за убийство Мэллори. Согласно заключению психиатров защиты, Уорнос психически неустойчива, у неё имелись пограничное и диссоциальное расстройства личности. Четыре дня спустя Уорнос была приговорена к смерти.
31 марта 1992 года Уорнос признала статус Nolo contendere (не спорю) по делу об убийстве Дика Хамфриса, Троя Барреса и Дэвида Спирса заявив, что хочет «быть с Богом». Выступая перед судом, она заявила: «Я хотела признаться вам, что Ричард Мэллори хотел изнасиловать меня, как я вам уже говорила, но другие не пытались сделать это. [Они] только начали». 15 мая 1992 года Уорнос получила ещё три смертных приговора.
В июне 1992 года Уорнос призналась в убийстве Чарльза Карскаддона в ноябре 1992 года и получила свой пятый смертный приговор. Защита Уорнос пыталась представить доказательства того, что Мэллори предстал перед судом за попытку совершить изнасилование в штате Мэриленд и был отправлен в исправительное учреждение максимальной безопасности в штате Мэриленд для сексуальных преступников. Записи учреждения показывают, что с 1958 по 1962 Мэллори подвергся лечению и наблюдению после обвинения в преступном нападении с целью изнасилования и получил полный срок в восемь лет для лечения. В 1961 году «было замечено, что мистер Мэллори проявляет стойкие социопатические наклонности». Судья отказался представить эти сведения перед судом в качестве доказательств и отказал в требовании Уорнос о повторном суде.
В феврале 1993 года Уорнос призналась в убийстве Уолтера Джино Антонио и снова была приговорена к смерти. По делу об убийстве Питера Симса обвинений против неё выдвинуто не было, поскольку его тело так никогда и не было найдено. В целом Уорнос получила шесть смертных приговоров.
Уорнос рассказала несколько противоречивых историй о своих преступлениях. Первоначально она заявила, что все семеро жертв изнасиловали её во время работы проституткой. Позднее она отреклась от своих показаний о самообороне, упомянув в качестве мотивов грабёж и нежелание оставлять свидетелей. В ходе интервью с режиссёром Ником Брумфилдом она рассказала, когда камеры были отключены, что по факту это была самооборона, но она уже не может выносить пребывание в камере смертников (где уже находилась десять лет) и желает умереть.

## Психопатологическая модель
Преступления Уорнос соответствуют психопатологической модели женщины-убийцы. Её рассматривают как психопатическую личность. Согласно оценочному листу психопатии, Уорнос является психопаткой с результатом в 32 балла по списку PCL-R. Вопросник оценивает людей по 20-позиционному списку антиобщественного и межличностного поведения, причём каждый предмет оценивается в 0, 1 или 2, максимальное количество баллов — 40. В США результат выше 30 баллов соответствует диагнозу психопатия. Уорнос также соответствовала критериям, определяющим пограничное расстройство личности и диссоциальное расстройство личности.

## Казнь
Уорнос пребывала в камере смертников для женщин исправительного учреждения Броуард, находившегося в ведении управления по исправительным учреждениям штата Флорида. Затем она была переведена в тюрьму штата Флорида для исполнения приговора. Её апелляция Верховному суду США была отклонена в 1996 году. В своём обращении к Верховному суду штата Флорида в 2001 году она выразила желание отказаться от услуг защитника, назначенного ей законом, и заблокировать все выдвинутые апелляции. Она написала: «Я убила этих людей, ограбила с ледяным хладнокровием. И я сделала бы это снова. Не нужно сохранять мне жизнь или что-нибудь другое, поскольку я убила бы снова. Я ненавижу ползти через эту систему… Меня тошнит, когда я слышу: „Она сумасшедшая“. Я проходила освидетельствование много раз. Я компетентна, здравомысляща и я пытаюсь высказать правду. Я одна из тех, кто всерьёз ненавидит человеческую жизнь и будет убивать снова». В то время как её адвокаты утверждали, что она не находилась в полном рассудке, чтобы сделать такую просьбу, Уорнос настаивала, что знает, что делает. Совет психиатров, назначенных судом, согласился с её позицией: Уорнос ещё раз протестировали трое психиатров, и они убедились, что она вменяема и понимает, что её ждёт смерть.
За недели до казни Уорнос дала серию интервью Брумфильду. Она рассказала, что «[ожидает, как её] заберут для встречи с Богом и Иисусом, и ангелами, и тем что будет за пределами». В последнем интервью она опять высказала обвинение, что её разум «подвергся мучениям» со стороны BCI, и её голова разбита «ультразвуком». Уорнос сказала, что пищевые отравления и другие злоупотребления ухудшились, цель этого — заставить её выглядеть сумасшедшей или свести её с ума. Она также набросилась на своего собеседника: «Вы меня саботировали! Общество и копы и [вся] система! Женщину, которую изнасиловали, собираются казнить, и этот [сюжет] используется в книгах, фильмах и [прочем] дерьме!» Её последними словами перед камерой были: «Спасибо обществу за то, что переехало мою задницу». Позднее Дон Боткинс, школьная подруга Уорнос, сказала Брумфильду, что она ругала общество и СМИ в целом, а не его лично.
Уорнос казнили 9 октября 2002 года посредством смертельной инъекции (первоначально планировалась казнь на электрическом стуле). Смерть наступила в 9:47. Она отказалась от последней трапезы (можно заказать в рамках 20 долл.) и предпочла выпить чашку кофе. Её последние слова были: «Да. Я хотела бы сказать, что я прыгаю со скалы, и я вернусь, как День независимости с Иисусом. 6 июня как в фильме. Большой космический корабль и всё [такое], я вернусь». Она стала десятой женщиной в Соединённых Штатах, казнённой после повторного введения смертной казни в 1976 году, и второй женщиной, когда-либо казнённой во Флориде после решения Верховного суда США от 1976 года, восстановившего смертную казнь.

## После смерти
Тело Уорнос было кремировано. Прах забрала её подруга детства Дон Боткинс, которая развеяла его под деревом в родном штате Уорнос Мичигане. По просьбе Уорнос на её похоронах играла песня «Карнавал» певицы Натали Мерчант из её альбома «Tigerlily», который Эйлин часами слушала в камере смертников. Когда Мерчант об этом узнала, она без возражений дала разрешение на использование песни в заключительных титрах документального фильма «Эйлин. Жизнь и смерть серийного убийцы».

«Когда режиссер Ник Брумфилд отправил мне рабочую версию фильма, я была настолько взволнована, что даже не смогла смотреть. Эйлин Уорнос провела замученную, мучительную жизнь, которая оказалась хуже моих худших кошмаров. Так было, пока я не узнала, что Уорнос провела многие часы, прослушивая мой альбом «Tigerlily», находясь в камере смертников, и попросила, чтобы на её похоронах играл "Carnival",  поэтому я дала разрешение на использование этой песни. Очень странно думать о том, куда может попасть моя музыка, когда она выходит из моих рук. Если это дало ей утешение, я должна быть благодарна».
Оригинальный текст (англ.)When director Nick Broomfield sent a working edit of the film, I was so disturbed by the subject matter that I couldn't even watch it. Aileen Wuornos led a tortured, torturing life that is beyond my worst nightmares. It wasn't until I was told that Aileen spent many hours listening to my album Tigerlily while on death row and requested "Carnival" be played at her funeral that I gave permission for the use of the song. It's very odd to think of the places my music can go once it leaves my hands. If it gave her some solace, I have to be grateful.— 
Брумфилд потом рассуждал о мотивах Уорнос и о состоянии её рассудка:

«Я думаю, что гнев развился внутри неё. Когда она работала проституткой, у неё было немало отвратных встреч на дороге. И я думаю, что гнев просто вылился из неё. В итоге это привело к взрыву. К невероятному насилию. Это стало её способом выживания. Я думаю, Эйлин на самом деле верила, что убивала из самозащиты. Я думаю, тот, кто имеет серьёзные проблемы с психикой, не сможет точно объяснить разницу  между угрозой для жизни и чем-то, что является значительным несогласием, с чем она не соглашалась. Об этом она и кричала. Думаю, что из-за этого и произошли все эти события. И в то же время, когда она не была в этих экстремальных условиях, она была невероятно человечна». 
Оригинальный текст (англ.)I think this anger developed inside her. And she was working as a prostitute. I think she had a lot of awful encounters on the roads. And I think this anger just spilled out from inside her. And finally exploded. Into incredible violence. That was her way of surviving. I think Aileen really believed that she had killed in self-defense. I think someone who's deeply psychotic can't really tell the difference between something that is life threatening and something that is a minor disagreement, that you could say something that she didn't agree with. She would get into a screaming black temper about it. And I think that's what had caused these things to happen. And at the same time, when she wasn't in those extreme moods, there was an incredible humanity to her.— 

## В культуре

### Книги
Профилировщик ФБР Роберт К. Ресслер кратко упомянул об Уорнос в автобиографии, посвящённой своей 20-летней службе в ФБР, написанной в 1992 году. Он заявил, что не обсуждает серийных убийц—женщин, поскольку они имеют склонность убивать под воздействием чувств, а не в последовательной манере. Он упомянул об Уорнос как об единственном исключении. Ресслер, который предположительно ввёл термин «серийный убийца» для описания убийц, жаждущих личного удовлетворения, не применял этот термин для женщин, убивающих под воздействием послеродового психоза, или для убийц, действующих из финансовых соображений, в частности для женщин, убивающих путешественников или супругов.
Журналист Сью Рассел в 2002 году написал книгу «Lethal Intent» об Уорнос.
В 2012 году Лиза Кестер и Дафне Готлиб отредактировали и опубликовали коллекцию писем Уорнос своей подруге Дон Боткинс за десятилетний период. Книга вышла под заголовком «Dear Dawn: Aileen Wuornos in Her Own Words».

### Документальные фильмы
- 1994 — «Эйлин Уорнос: Продажа серийной убийцы».
- 2003 — «Эйлин: Жизнь и смерть серийного убийцы».

### Художественные фильмы
- 2003 — «Монстр», в роли Уорнос — Шарлиз Терон (премия «Оскар»-2004 за лучшую женскую роль).
- 2021 —  «Монстр: Начало[англ.]»

### Сериал
- 2015 — «Американская история ужасов» (5 сезон), в роли Уорнос — Лили Рэйб.

### Музыка
- Опера «Wuornos» в постановке Карлы Люцеро[англ.] (Сан-Франциско, 2001 год).
- Песня «Filth Bitch Boogie (Aileen Wournos)», группы «Church of Misery».
- Песня «Sixth Of June», группы «It Dies Today».
- Песня «Poor Aileen», группы «Superheaven».
- Российская метал-группа «Aileen Wournos» из Екатеринбурга.
- Песня «Aileen Wuornos» американского андерграунд-рэпера Sadistik.
- Песня «Aileen Wuornos» индастриал-рок группы SKYND.

### Комментарии
1. ↑  Правило Уильямса (процесс Williams v. Florida, 110 So. 2d 654 (Fla., 1959)) разрешает представлять перед судом присяжных соответствующие доказательства участия подсудимого в других преступлениях, если это не используется для доказательства «плохого характера» или «преступных склонностей» обвиняемого, а используется для показа мотива, намерения, знания, образа действия или отсутствия ошибки.
2. ↑  Nolo contendere (лат. Я не желаю оспаривать) – юридический термин, означающий в ряде штатов США форму признания вины. Обвиняемый при этом не отвергает и не признаёт вину или невиновность. Технически это не является признанием вины, но влечёт за собой тот же немедленный эффект и часто рассматривается как часть сделки с правосудием. Во многих других странах это не является правом обвиняемого, на использование наложены различные ограничения.